# Куца-Ковалишин Оксана В'ячеславівна
Куца-Ковалишин Оксана В'ячеславівна (6 квітня 1949, м. Збараж — 4 листопада 1986, м. Львів) — українська килимарниця, художник текстилю, модельєр одягу, етнограф. Основний компонент багатьох композицій — солярні знаки; гобелени: «Безкінечність», «Берегиня», диптих «Рілля», «Жита», триптих «Ритм»; об'ємні форми, абакани, міні-гобелени.

## Біографія
Народилась в м. Збараж. Закінчила відділ художнього ткацтва Львівського інституту прикладного і декоративного мистецтва.
1974—1986 рр. — художник-реставратор, науковий працівник, зав. сектору одягу й тканин Музею народної архітектури і побуту в Львові. Поряд із основним доробком (гобелени) створює окремі зразки одягу, зокрема весільний комплект, ескізи костюмів О.Білозір і народного хору «Лемковина», поєднувала традиційні та сучасні моделювання, вишивку.
Консультант художніх фільмів «Високий перевал», «Украдене щастя», відеозаписів ансамблю «Ватра».
Як етнограф збирала взірці народної вишивки у Збаразькому та ін. районах Тернопільщини, записувала колядки, віншування, гаївки тощо. Досліджувала народне килимарство Збаражчини.
Гобелен «Віки говорять», її дипломна робота, прикрашає один із залів Одеського замку; твори художниці експонувалися на обласних, республіканських та всесоюзних виставках.
Померла Оксана В'ячеславівна 4 листопада 1986 року у м.Львів, похована у м. Збаражі. У Тернопільському обласному краєзнавчому музеї в 1987 році пройшла її посмертна виставка.